# Sriwijaya FC
Sriwijaya Football Club – indonezyjski klub piłkarski utworzony w 1976 roku w mieście Palembang pod nazwą Persijatim East Jakarta. 
Swoje mecze rozgrywa na stadionie Gelora Sriwijaya, który może pomieścić do 43 103 osób.

## Historia
Klub został założony w 1976 roku pod nazwą Persijatim East Jakarta. Na lata 2002-2004 zmieniono nazwę na Persijatim Solo FC, jednakże uległa ona ponownej zmianie w 2005, kiedy rząd Dżakarty Południowej odkupił klub i wprowadził aktualną nazwę – Sriwijaya FC.

## Skład
Skład aktualny na dzień wrzesień 2015
| Nr | Poz. | Piłkarz          |
| -- | ---- | ---------------- |
| 1  | BR   | Yogi Triana      |
| 3  | OB   | Jajang Maulana   |
| 5  | OB   | Abdoulaye Maïga  |
| 6  | PO   | Asri Akbar       |
| 8  | PO   | Raphael Maitimo  |
| 9  | NA   | Goran Ljubojević |
| 10 | PO   | Morimakan Koïta  |
| 11 | NA   | Alan Martha      |
| 12 | PO   | Manda Cingi      |
| 14 | OB   | Fathlul Rahman   |
| 15 | PO   | Hafit Ibrahim    |
| 17 | NA   | Ferdinand Sinaga |
| 18 | NA   | Rishadi Fauzi    |

| Nr | Poz. | Piłkarz            |
| -- | ---- | ------------------ |
| 22 | OB   | Wildansyah         |
| 23 | BR   | Teja Paku Alam     |
| 24 | PO   | Ichsan Kurniawan   |
| 25 | NA   | Titus Bonai        |
| 26 | OB   | Fachruddin Aryanto |
| 28 | OB   | Ngurah Nanak       |
| 30 | OB   | Jeki Arisandi      |
| 33 | BR   | Dian Agus Prasetyo |
| 37 | NA   | Rizky Ramadhana    |
| 88 | NA   | Patrich Wanggai    |
| 91 | NA   | Anis Nabar         |
| 92 | NA   | Syakir Sulaiman    |

## Zarząd
- Prezydent klubu: Dodi Reza Alex
- Dyrektor ds. finansów i technologii informacyjnej: Augie Benjamin
- Dyrektor techniczny: Hendri Zainudin
- Dyrektor ds. marketingu: Bramwell Pearce
- Dyrektor ds. handlu: Bakti Setiawan
- Sekretarz generalny: Faisal Mursyid
- Menedżer informatyczny: Alessandro[2]

## Wyniki sportowe

### Liga[3][5]
| Sezon     | Miejsce | Rozgrywki                                        | R.m. | Z. | R. | P. | B.z. | B.s. | R.b. | Pkt. |
| --------- | ------- | ------------------------------------------------ | ---- | -- | -- | -- | ---- | ---- | ---- | ---- |
| 2005      | 9       | Liga Indonesia Premier Division, Grupa Zachodnia |      |    |    |    |      |      |      |      |
| 2006      | 6       | Liga Indonesia Premier Division, Grupa Zachodnia |      |    |    |    |      |      |      |      |
| 2007      | 1       | Liga Indonesia Premier Division, Grupa Zachodnia |      |    |    |    |      |      |      |      |
| 2008/2009 | 5       | Djarum Indonesia Super League                    | 34   | 15 | 9  | 10 | 60   | 45   | 15   | 54   |
| 2009/2010 | 8       | Djarum Indonesia Super League                    | 34   | 14 | 6  | 14 | 48   | 49   | –1   | 48   |
| 2010/2011 | 5       | Djarum Indonesia Super League                    | 28   | 13 | 7  | 8  | 43   | 32   | 11   | 46   |
| 2011/2012 | 1       | Indonesian Premier League                        | 34   | 15 | 9  | 10 | 60   | 45   | 15   | 79   |

### Zwycięstwa w pucharach krajowych[3]
- Piala Indonesia: 2007, 2009, 2010
- Indonesian Community Shield: 2010
- Inter Island Cup: 2010

### Rozgrywki kontynentalne[3]
| Edycja | Rozgrywki               | Faza odpadnięcia |
| ------ | ----------------------- | ---------------- |
| 2009   | Azjatycka Liga Mistrzów | Faza grupowa     |
| 2010   | Azjatycka Liga Mistrzów | Faza play-off    |
| 2010   | Puchar AFC              | 1/16 finału      |